# Carlos Sosa Rodríguez
Carlos Sosa Rodríguez (* 30. April 1912 in Caracas; † 10. Juli 1997) war ein venezolanischer Diplomat und Präsident der UN-Generalversammlung.
Nach dem Studium der Rechtswissenschaften promovierte er zum Doktor der Rechtswissenschaft an der Universität von Paris sowie der Zentraluniversität von Venezuela. Anschließend arbeitete er als Rechtsanwalt in Caracas und diente 1947 als Vizevorsitzender der Anwaltsgemeinschaft des Bundesdistrikts Caracas. 1949 wurde er zum Obersten Rechnungsprüfer der venezolanischen Regierung ernannt.
1950 trat er in den diplomatischen Dienst ein und war bis 1952 Botschafter in Großbritannien. Von 1958 bis 1966 er Ständiger Vertreter bei den Vereinten Nationen. Als solcher war er 1960 zunächst Vizepräsident der UN-Generalversammlung.
Der venezolanische Diplomat wurde am 17. September 1963 als Nachfolger von Muhammad Zafrulla Khan Präsident der 18. UN-Generalversammlung. Am 1. Dezember 1964 wurde er dann durch Alex Quaison-Sackey abgelöst. 1970 bis 1971 war er Unterhändler bei den Abrüstungsgesprächen zwischen Venezuela und Kolumbien.

## Veröffentlichungen
Neben einer Reihe rechtswissenschaftlicher Aufsätze schrieb er auch ein Buch über internationales Seerecht:
- „Le Droit Fluvial International et les Fleuves de l‘Amérique Latine“, Paris 1935 (Pedonne)